# 橋牛
桥牛（？—？），中国上古人物。根据《史记·五帝本纪》记载，桥牛是颛顼高阳氏的玄孙，穷蝉的曾孙子，敬康的孙子，句望的儿子。桥牛是舜的祖父：桥牛生瞽叟、瞽叟生重华（重华即舜）